# 압뒬라지즈

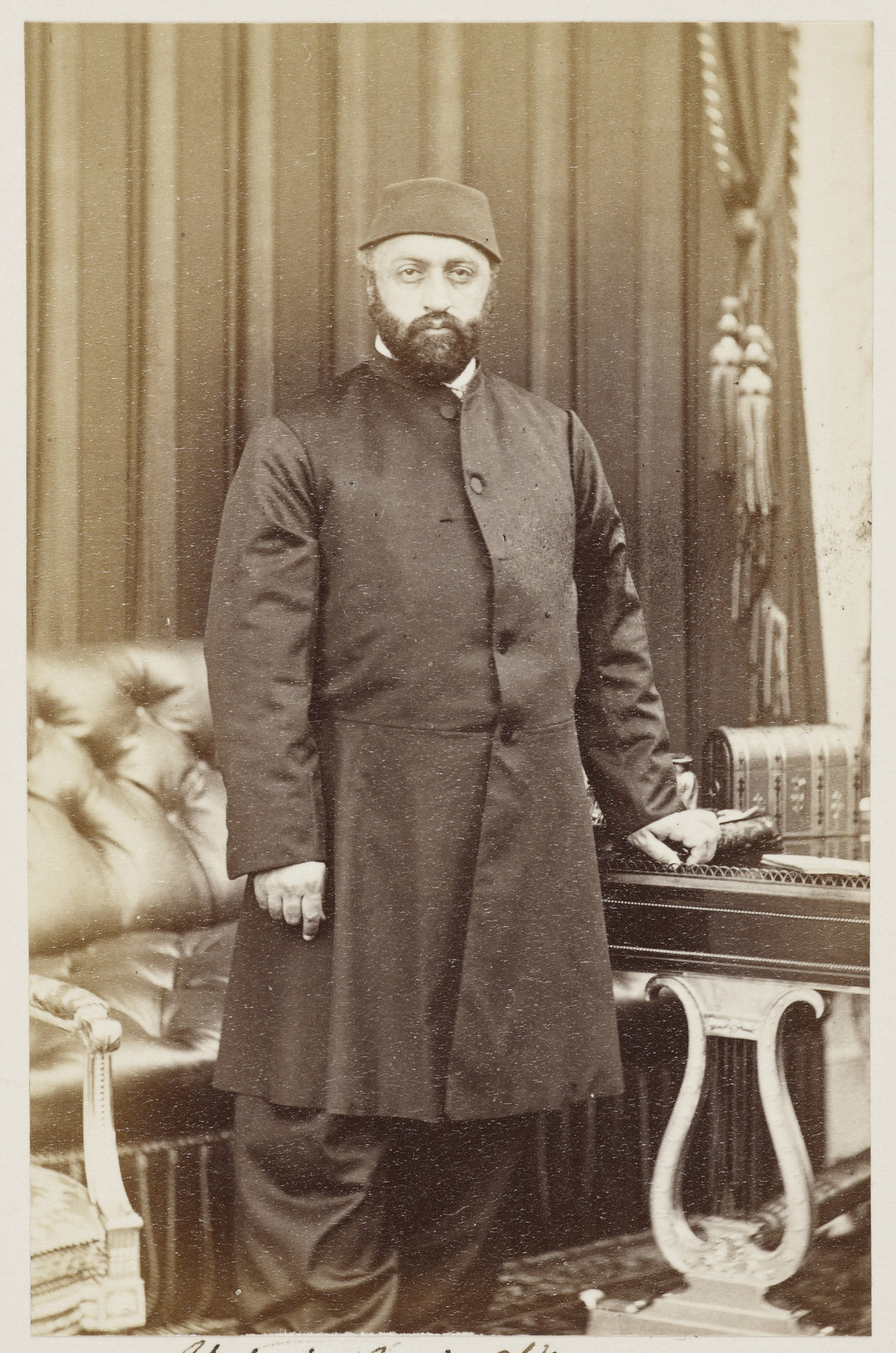
오스만 제국의 파디샤 압뒬아지즈. 1867년 영국에 방문했을 때 찍은 사진.

오스만 제국의 압뒬아지즈, 또는 압뒬아지즈 1세(오스만 튀르크어: عبد العزيز, `Abdü’l-`Azīz, 튀르키예어: Abdülaziz, 1830년 2월 9일 ~ 1876년 6월 4일)는 오스만 제국의 32대 파디샤로, 1861년 6월 25일부터 1876년 5월 30일까지 통치하였다. 술탄 마흐무트 2세의 아들이며, 1861년 형 압뒬메지트 1세로부터 파디샤를 승계햐였다.
1830년 2월 8일 코스탄티니예(현 이스탄불)의 Eyüp 궁전에서 태어난 압둘아지즈는 오스만 교육을 받았지만 그럼에도 불구하고 서구에서 이루어진 물질적 진보의 열렬한 숭배자였다. 그는 1867년 여름에 파리, 런던, 그리고 비엔나를 포함한 많은 중요한 유럽의 수도들을 방문하면서 서유럽을 여행한 최초의 오스만 술탄이었다.
그는 탄지마트 개혁을 이어나가고 철도 부설과 궁전 건설을 하였으나 국가는 파산 상태에 이르렀고, 1876년 5월 30일에 미드하트 파샤 등에 의해 폐위당했다. 4일 후 그는 의문사했다. 파디샤는 무라트 5세가 이었다.